# Yanomamit
Yanomamit ist ein sehr selten vorkommendes Mineral aus der Mineralklasse der „Phosphate, Arsenate und Vanadate“ mit der chemischen Zusammensetzung In[AsO4]·2H2O und damit chemisch gesehen ein wasserhaltiges Indium-Arsenat.
Yanomamit kristallisiert im orthorhombischen Kristallsystem und entwickelt idiomorphe, dipyramidale Kristalle mit glasähnlichem Glanz auf den Oberflächen. Meist findet er sich jedoch in Form krustiger Überzüge oder ist selbst epitaktisch mit Skorodit (Fe3+[AsO4]·2H2O) überwachsen. In reiner Form ist Yanomamit farblos und durchsichtig. Durch Fremdbeimengungen nimmt er aber meist eine gelbe, gelblichgrüne oder hellgrüne Farbe an, wobei die Transparenz entsprechend abnimmt.

## Etymologie und Geschichte

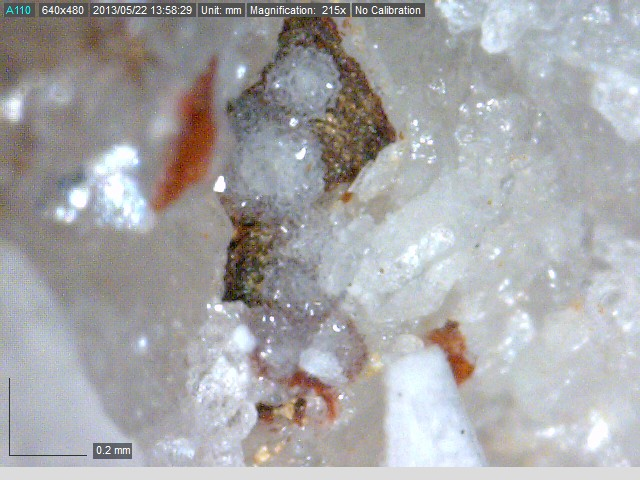
Gruppe von Yanomamitkristallen aus der Typlokalität „Mangabeira“

Erstmals entdeckt wurde Yanomamit in der Zinn-Indium-Lagerstätte „Mangabeira“ am Monte Alegre de Goiás im brasilianischen Bundesstaat Goiás. Die Analyse und Erstbeschreibung erfolgte durch Nilson F. Botelho, Guy Roger, Ferdinand d'Yvoire, Yves Moëlo und Marcel Volfinger, die das Mineral nach den im Amazonasbecken lebenden Yanomami-Indianern benannten, in dem auch das Fundgebiet liegt.
Das Mineralogenteam sandte seine Untersuchungsergebnisse und den gewählten Namen 1990 zur Prüfung an die International Mineralogical Association (interne Eingangsnummer der IMA: 1990-052), die den Yanomamit als eigenständige Mineralart anerkannte. Publiziert wurde die Erstbeschreibung 1994 im Fachmagazin European Journal of Mineralogy.
Das Typmaterial des Minerals wird im Mines ParisTech (auch École nationale supérieure des mines de Paris, ENSM) in Paris unter der Sammlungsnummer 54608 und in der Mineralogischen Sammlung des Instituto de Geociências der Universidade de Brasilia (Kürzel IGUB; Sammlungsnummer hier dokumentiert) aufbewahrt.

## Klassifikation
Da der Yanomamit erst 1990 als eigenständige Mineralart anerkannt wurde, ist er in der seit 1977 veralteten 8. Auflage der Mineralsystematik nach Strunz noch nicht verzeichnet.
Im zuletzt 2018 überarbeiteten „Lapis-Mineralienverzeichnis“, das sich im Aufbau noch nach der alten Form der Systematik von Karl Hugo Strunz richtet, erhielt das Mineral die System- und Mineralnummer VII/C.09-085. In der „Lapis-Systematik“ entspricht dies der Klasse der „Phosphate, Arsenate und Vanadate“ und dort der Abteilung „Wasserhaltige Phosphate, ohne fremde Anionen“, wo Yanomamit zusammen mit Kolbeckit, Koninckit, Malhmoodit, Mansfieldit, Metavariscit, Paraskorodit, Phosphosiderit, Skorodit, Strengit und Variscit die „Variscitgruppe“ mit der Systemnummer VII/C.09 bildet.
Die von der IMA zuletzt 2009 aktualisierte 9. Auflage der Strunz’schen Mineralsystematik ordnet den Yanomamit in die Klasse der „Phosphate, Arsenate und Vanadate“ und dort in die Abteilung „Phosphate usw. ohne zusätzliche Anionen; mit H2O“ ein. Diese ist allerdings weiter unterteilt nach der relativen Größe der beteiligten Kationen und dem Stoffmengenverhältnis vom Phosphat-, Arsenat- beziehungsweise Vanadatkomplex (RO4) zum Kristallwassergehalt (H2O), so dass das Mineral entsprechend seiner Zusammensetzung in der Unterabteilung „Mit ausschließlich mittelgroßen Kationen; RO4 : H2O = 1 : 2“ zu finden, wo es zusammen mit Mansfieldit, Redondit, Skorodit, Strengit und Variscit die „Variscitgruppe“ mit der Systemnummer 8.CD.10 bildet.
In der vorwiegend im englischen Sprachraum gebräuchlichen Systematik der Minerale nach Dana hat Yanomamit die System- und Mineralnummer 40.04.01.05. Das entspricht der Klasse der „Phosphate, Arsenate und Vanadate“ und dort der Abteilung „Wasserhaltige Phosphate etc.“. Hier findet er sich innerhalb der Unterabteilung „Wasserhaltige Phosphate etc., mit A3+XO4 × x(H2O)“ in der „Variscitgruppe“, in der auch Variscit, Strengit, Skorodit und Mansfieldit eingeordnet sind.

## Kristallstruktur
Yanomamit kristallisiert isotyp mit Skorodit im orthorhombischen Kristallsystem in der Raumgruppe Pcab (Raumgruppen-Nr. 61, Stellung 2) mit den Gitterparametern a = 10,47 Å; b = 10,34 Å und c = 9,09 Å sowie 8 Formeleinheiten pro Elementarzelle.

## Bildung und Fundorte

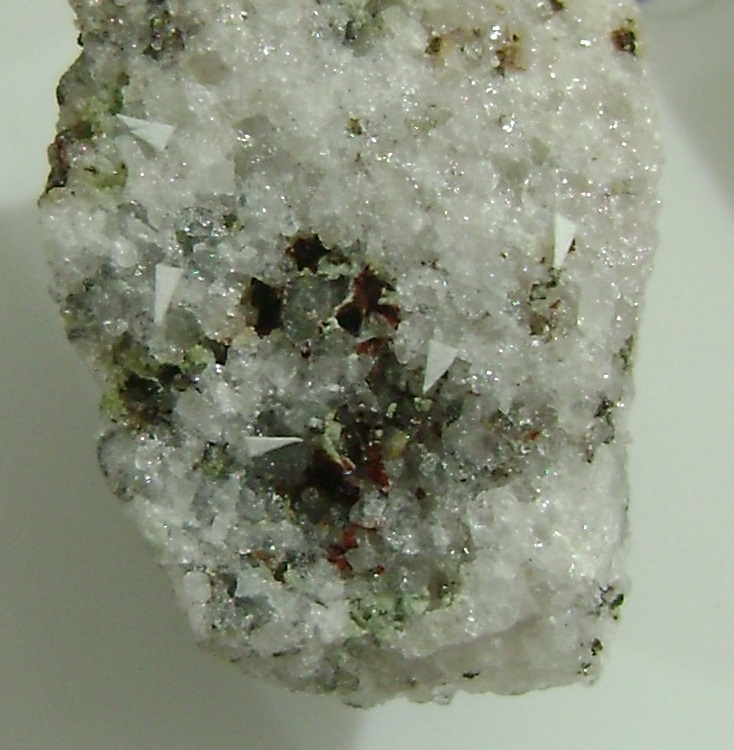
Yanomamitkristalle, überkrustet von einer dünnen Schicht aus klarem, grünem Skorodit. Dunkelbraune Kristalle sind Kassiterit. Die Matrix besteht aus Topas und Quarz. Länge der Matrix im Sichtbereich: 20 mm

Yanomamit bildet sich als seltenes Sekundärmineral durch Verwitterung aus bzw. Verdrängung von Arsenopyrit und indiumreichem Sphalerit.
An seiner Typlokalität, der Mangabeira-Zinn-Lagerstätte etwa 350 km nördlich von Brasília im südlichen Teil des Amazonasbeckens, fand man das Mineral in Adern aus Quarz-Topas-Greisen in rosafarbenem, porphyrischen Biotit-Granit. Als Begleitminerale traten neben Skorodit, Arsenopyrit und Sphalerit unter anderem noch Kassiterit auf.
Die bisher einzigen weiteren bekannten Vorkommen sind die Aveleiras Mine und die Tibães Mine in der Gemeinde Mire de Tibães im Norden Portugals (Stand 2024).